# 熊本県道152号稲生野甲佐線
熊本県道152号稲生野甲佐線（くまもとけんどう152ごう いねおのこうさせん）は、熊本県上益城郡山都町から上益城郡甲佐町に至る一般県道である。

## 概要
上益城郡山都町御所から上益城郡甲佐町大字横田に至る。

### 路線データ
- 起点：熊本県上益城郡山都町御所（熊本県道39号矢部阿蘇公園線交点）
- 終点：熊本県上益城郡甲佐町大字横田（国道443号交点）

## 路線状況

### 重複区間
- 国道445号・熊本県道104号熊本浜線（上益城郡山都町金内 - 上益城郡山都町北中島・山都町北中島交差点）

### 道路施設

#### トンネル
起点から
- 暮瀬隧道：延長38 m、1935年（昭和10年）竣工、上益城郡山都町
- 平隧道：延長23 m、上益城郡山都町
- 木鷺野隧道：延長41 m、上益城郡山都町

## 地理

### 通過する自治体
- 上益城郡山都町
- 上益城郡御船町
- 上益城郡甲佐町

### 交差する道路
| 交差する道路                                              | 市町村名 | 市町村名 | 交差する場所 | 交差する場所       |
| --------------------------------------------------------- | -------- | -------- | ------------ | ------------------ |
| 熊本県道39号矢部阿蘇公園線                                | 上益城郡 | 山都町   | 御所         | 起点               |
| 熊本県道222号柿原入佐線                                   | 上益城郡 | 山都町   | 下名連石     |                    |
| 国道445号 重複区間起点 熊本県道104号熊本浜線 重複区間起点 | 上益城郡 | 山都町   | 金内         |                    |
| 熊本県道57号益城矢部線                                    | 上益城郡 | 山都町   | 北中島       | 山都町北中島交差点 |
| 国道445号 重複区間終点 熊本県道104号熊本浜線 重複区間終点 | 上益城郡 | 山都町   | 北中島       | 山都町北中島交差点 |
| E77 九州中央自動車道                                      | 上益城郡 | 山都町   | 北中島       | 4 山都中島東IC     |
| 熊本県道223号島木上寺線                                   | 上益城郡 | 山都町   | 島木         |                    |
| 熊本県道219号横野矢部線                                   | 上益城郡 | 御船町   | 大字水越     |                    |
| 国道443号                                                 | 上益城郡 | 甲佐町   | 大字横田     | 終点               |

### 沿線
- 塔ノ坂
- 甲佐町立龍野小学校
- 甲佐町立甲佐中学校
- 熊本県立甲佐高等学校
- 甲佐町役場